# Zrkovci
Zrkovci este o localitate din comuna Maribor, Slovenia, cu o populație de 605 locuitori.